# Joyce Bennett (lekkoatletka)
Joyce Elaine Bennett (ur. 11 maja 1945 w Guildford, przedmieściu Perth) – australijska lekkoatletka, sprinterka, medalistka igrzysk Imperium Brytyjskiego i Wspólnoty Brytyjskiej, dwukrotna olimpijka.
Zdobyła złoty medal w sztafecie 4 × 110 jardów (w składzie: Brenda Cox, Betty Cuthbert, Glenys Beasley i Bennett) oraz srebrny w biegu na 220 jardów (za Dorothy Hyman z Anglii, a przed swą koleżanką z reprezentacji Australii Margaret Burvill), a także odpadła w półfinale biegu na 100 jardów na igrzyskach Imperium Brytyjskiego i Wspólnoty Brytyjskiej w 1962 w Perth. Na igrzyskach olimpijskich w 1964 w Tokio zajęła 6. miejsce w sztafecie 4 × 100 metrów oraz odpadła w półfinale biegu na 200 metrów.
Ponownie zwyciężyła w sztafecie 4 × 110 jardów na igrzyskach Imperium Brytyjskiego i Wspólnoty Brytyjskiej w 1966 w Kingston (sztafeta Australii biegła w zestawieniu: Jennifer Lamy, Pamela Kilborn, Bennett i Dianne Burge). Zajęła na tych igrzyskach 5. miejsca w biegach na 100 jardów i na 220 jardów. Zajęła 5. miejsce w sztafecie 4 × 100 metrów oraz odpadła w eliminacjach biegu na 400 metrów na igrzyskach olimpijskich w 1968 w Meksyku.
Bennett była mistrzynią Australii w biegu na 100 jardów w 1963/1964 oraz w biegu na 220 jardów w 1962/1963, 1963/1964 i 1965/1966, wicemistrzynią w biegu na 100 jardów w 1962/1963, w biegu na 220 jardów w 1964/1965, w biegu na 200 metrów w  1966/1967 i 1967/1968 oraz w biegu na 400 metrów w 1967/1968 i 1968/1969, a także brązową medalistką w biegu na 100 metrów w 1967/1968 i 1968/1969 oraz w biegu na 200 metrów w 1968/1969. 
Była dwukrotną rekordzistką Australii w sztafecie 4 × 100 metrów do czasu 43,50 s, uzyskanego 10 października 1968 podczas igrzysk olimpijskich w Meksyku. Jej rekord życiowy w biegu na 200 metrów wynosił 23,2 s (10 marca 1968, Adelaide).